# Venta del Batán
La Venta de El Batán es un conjunto arquitectónico obra del arquitecto Manuel Herrero de Palacios,  situado en la Casa de Campo de Madrid diseñado para albergar los toros destinados a las ferias taurinas que se celebran en Madrid.
Se inauguró el 11 de mayo de 1950 por el Ayuntamiento de Madrid y se dio la gestión a la empresa de la plaza de Las Ventas.
Dentro del recinto que ocupa la Venta de El Batán está la Escuela de Tauromaquia Marcial Lalanda y su plaza portátil, creada el día 10 de octubre del año 1976 por el novillero Enrique Martín Arranz con el nombre de Escuela Nacional de Tauromaquia Conadeto. Escuela que tienes sus orígenes en los Recintos Feriales, aprovechando la placita de toros que había, por ese tiempo estaba como aprendiz José Cubero El Yiyo que tenía 13 años, la Escuela Nacional de Tauromaquia se trasladó a la Venta de El Batán cuando fue derribada en 1982 la plaza de toros de los Recintos Feriales.